# Milan Associazione Calcio 1966-1967
Questa voce raccoglie le informazioni riguardanti il Milan Associazione Calcio nelle competizioni ufficiali della stagione 1966-1967.

## Stagione

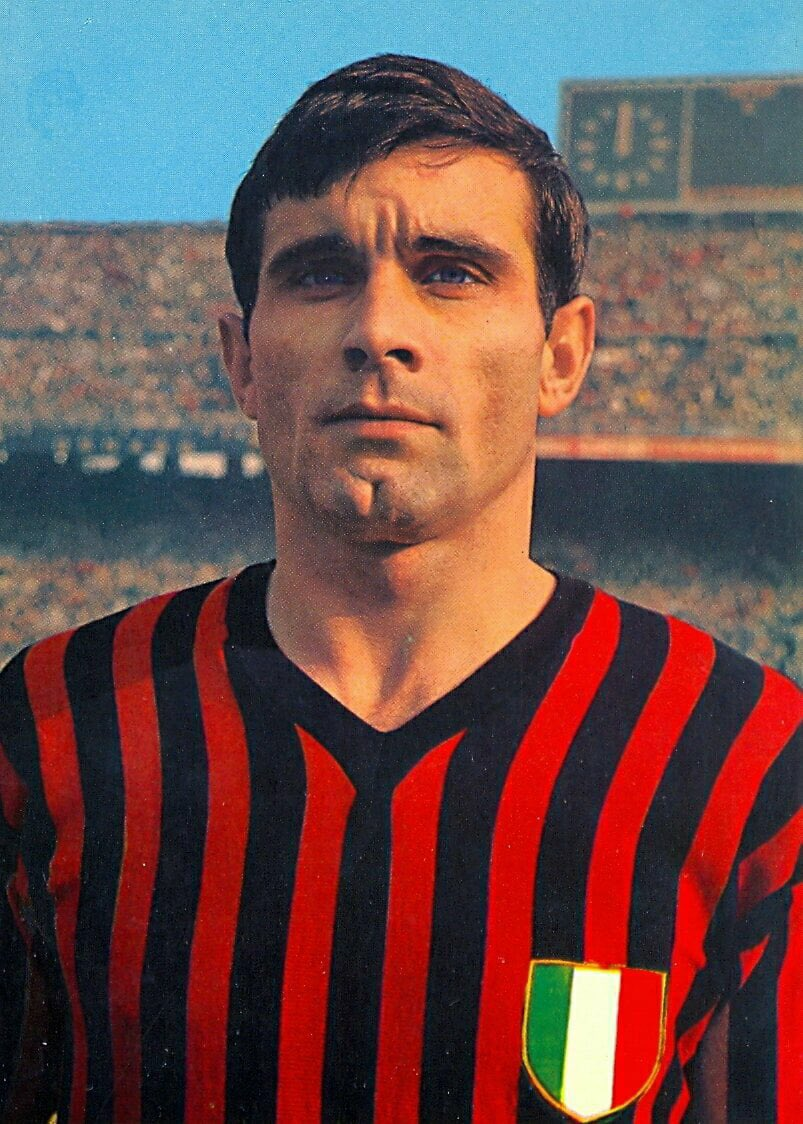
Il neoacquisto Angelo Anquilletti, rimarrà terzino rossonero fino al 1977.

Nella stagione 1966-1967 Liedholm non siede più sulla panchina del Milan. L'allenatore è stato infatti sostituito nel marzo del 1966 con Giovanni Cattozzo.
Quest'ultimo lascia spazio ad inizio stagione all'ex giocatore rossonero Arturo Silvestri che condurrà il club, che in estate acquista i difensori Roberto Rosato e Angelo Anquilletti, alla conquista della sua prima Coppa Italia. Il successo, che dà la possibilità al club di partecipare alla Coppa delle Coppe 1967-1968, è ottenuto eliminando Pisa, Modena, Torino, Lecco e Juventus e battendo il Padova in finale per 1-0 grazie alla rete di Amarildo. Gianni Rivera è capocannoniere della manifestazione con 7 reti. In campionato il Milan chiude all'ottavo posto (peggior piazzamento del decennio), mentre in Coppa Mitropa viene eliminato agli ottavi.
Nel 1966 il Milan trasferisce la sua sede da Palazzo Castiglioni in corso Venezia 47 a uno stabile di via Filippo Turati 3, edificio che ebbe questa funzione fino al 2014, quando è stata inaugurata Casa Milan, nuova sede della società rossonera.

## Divise
| Casa | Trasferta |

## Organigramma societario
Area direttiva
- Presidente: Luigi Carraro
- Segretario: Bruno Passalacqua

Area tecnica
- Allenatore: Arturo Silvestri poi Nereo Rocco
- Allenatore in seconda: Giovanni Cattozzo
- Allenatore dei portieri: Luciano Tessari
- Preparatore atletico: Bozzi

Area sanitaria
- Medico sociale: Monteverde, Giovanni Battista Monti, Pier Giovanni Scotti
- Massaggiatore:Giuseppe Campagnoli, Ruggiero Ribolzi, Carlo Tresoldi

## Rosa
| N. |                           | Ruolo | Calciatore                          |
| -- | ------------------------- | ----- | ----------------------------------- |
|    | Italia (bandiera)         | P     | Mario Barluzzi                      |
|    | Italia (bandiera)         | P     | Pierangelo Belli                    |
|    | Italia (bandiera)         | P     | Claudio Mantovani                   |
|    | Italia (bandiera)         | D     | Angelo Anquilletti                  |
|    | Italia (bandiera)         | D     | Bruno Baveni                        |
|    | Italia (bandiera)         | D     | Alberto Giacomin                    |
|    | Italia (bandiera)         | D     | Gilberto Noletti                    |
|    | Italia (bandiera)         | D     | Roberto Rosato                      |
|    | Italia (bandiera)         | D     | Nello Santin                        |
|    | Italia (bandiera)         | D     | Nevio Scala                         |
|    | Germania Ovest (bandiera) | D     | Karl-Heinz Schnellinger             |
|    | Italia (bandiera)         | D     | Giovanni Trapattoni (vice capitano) |
|    | Italia (bandiera)         | C     | Bruno Bacchetta                     |
|    | Argentina (bandiera)      | C     | Luis César Carniglia                |

| N. |                    | Ruolo | Calciatore               |
| -- | ------------------ | ----- | ------------------------ |
|    | Italia (bandiera)  | C     | Giuseppe Ferrero         |
|    | Italia (bandiera)  | C     | Massimo Giacomini        |
|    | Italia (bandiera)  | C     | Giovanni Lodetti         |
|    | Italia (bandiera)  | C     | Sergio Maddè             |
|    | Italia (bandiera)  | C     | Gianni Rivera (capitano) |
|    | Brasile (bandiera) | A     | Amarildo                 |
|    | Italia (bandiera)  | A     | Marco Fazzi              |
|    | Italia (bandiera)  | A     | Giuliano Fortunato       |
|    | Italia (bandiera)  | A     | Riccardo Innocenti       |
|    | Italia (bandiera)  | A     | Bruno Mora               |
|    | Italia (bandiera)  | A     | Angelo Paina             |
|    | Italia (bandiera)  | A     | Pierino Prati            |
|    | Italia (bandiera)  | A     | Nello Saltutti           |
|    | Italia (bandiera)  | A     | Angelo Benedicto Sormani |

## Calciomercato

### Sessione estiva
| Acquisti | Acquisti             | Acquisti    | Acquisti |
| R.       | Nome                 | da          | Modalità |
| -------- | -------------------- | ----------- | -------- |
| D        | Angelo Anquilletti   | Atalanta    | -        |
| C        | Bruno Bacchetta      | Genoa       | -        |
| D        | Bruno Baveni         | Genoa       | -        |
| P        | Pierangelo Belli     | Lecco       | -        |
| C        | Luis César Carniglia | Sampdoria   | -        |
| A        | Marco Fazzi          | Savona      | -        |
| C        | Giuseppe Ferrero     | Monza       | -        |
| C        | Massimo Giacomini    | Brescia     | -        |
| A        | Riccardo Innocenti   | SPAL        | -        |
| A        | Pierino Prati        | Salernitana | -        |
| D        | Roberto Rosato       | Torino      | -        |

| Cessioni | Cessioni           | Cessioni | Cessioni |
| R.       | Nome               | a        | Modalità |
| -------- | ------------------ | -------- | -------- |
| A        | Antonio Angelillo  | Lecco    | -        |
| P        | Luigi Balzarini    | Lecco    | -        |
| C        | Alberto Grossetti  | Lecco    | -        |
| P        | Mario Liberalato   | Mestrina | -        |
| D        | Luigi Maldera      | Verona   | -        |
| D        | Cesare Maldini     | Torino   | -        |
| C        | Ambrogio Pelagalli | Atalanta | -        |
| C        | Nevio Scala        | Roma     | -        |
| D        | Mario Trebbi       | Torino   | -        |

### Sessione autunnale
| Acquisti | Acquisti | Acquisti | Acquisti |
| R.       | Nome     | da       | Modalità |
| -------- | -------- | -------- | -------- |

| Cessioni | Cessioni      | Cessioni | Cessioni |
| R.       | Nome          | a        | Modalità |
| -------- | ------------- | -------- | -------- |
| A        | Pierino Prati | Savona   | -        |

## Risultati

### Serie A

#### Girone di andata
| Arbitro: | Di Tonno (Lecce) |

|                       |           |                |
| Rivera 4’ Lodetti 64’ | Marcatori | 62’ F. Mazzola |

| Cagliari 25 settembre 1966 2ª giornata | Cagliari            | 0 – 0 | Milan | Stadio Amsicora (25 981 spett.)\| Arbitro: \| Lo Bello (Siracusa) \| |
| Arbitro:                               | Lo Bello (Siracusa) |       |       |                                                                      |

| Arbitro: | Marengo (Chiavari) |

|                           |           |                            |
| Fortunato 2’ Amarildo 37’ | Marcatori | 7’ Catalano 59’ Di Giacomo |

| Arbitro: | Lo Bello (Siracusa) |

|                              |           |                                |
| Orlando 12’, 53’ Bianchi 28’ | Marcatori | 49’ (rig.) Rivera 69’ Amarildo |

| Arbitro: | Angonese (Mestre) |

|                       |           |                  |
| Rosato 52’ Rivera 85’ | Marcatori | 27’, 88’ Bagatti |

| Arbitro: | Pieroni (Roma) |

|              |           |            |
| Rossetti 79’ | Marcatori | 38’ Rivera |

| Arbitro: | De Marchi (Pordenone) |

|                                      |           |                    |
| Fortunato 10’, 24’ Rivera 32’ (rig.) | Marcatori | 55’ (rig.) Micheli |

| Brescia 13 novembre 1966 8ª giornata | Brescia        | 0 – 0 | Milan | Stadio Mario Rigamonti (28 955 spett.)\| Arbitro: \| Monti (Ancona) \| |
| Arbitro:                             | Monti (Ancona) |       |       |                                                                        |

| Arbitro: | Lo Bello (Siracusa) |

|  |           |                  |
|  | Marcatori | 74’ (aut.) Maddè |

| Arbitro: | Francescon (Padova) |

|  |           |                         |
|  | Marcatori | 20’ Hamrin 45’ Brugnera |

| Arbitro: | Angonese (Mestre) |

|              |           |           |
| Bosdaves 42’ | Marcatori | 87’ Maddè |

| Milano 18 dicembre 1966 12ª giornata | Milan          | 0 – 0 | Atalanta | Stadio San Siro (20 162 spett.)\| Arbitro: \| Vitullo (Roma) \| |
| Arbitro:                             | Vitullo (Roma) |       |          |                                                                 |

| Arbitro: | Pieroni (Roma) |

|              |           |                    |
| De Paoli 80’ | Marcatori | 34’ (aut.) Castano |

| Arbitro: | Monti (Ancona) |

|  |           |            |
|  | Marcatori | 76’ Rivera |

| Arbitro: | Di Tonno (Lecce) |

|            |           |            |
| Rivera 39’ | Marcatori | 20’ Simoni |

| Arbitro: | Pieroni (Roma) |

|              |           |            |
| Saltutti 41’ | Marcatori | 48’ Haller |

| Arbitro: | Lo Bello (Siracusa) |

|               |           |                   |
| Azzimonti 34’ | Marcatori | 26’ (rig.) Rivera |

#### Girone di ritorno
| Arbitro: | Gonella (Torino) |

|          |           |                  |
| Dori 73’ | Marcatori | 57’, 70’ Sormani |

| Arbitro: | Angonese (Mestre) |

|                        |           |                 |
| Sormani 31’ Rivera 74’ | Marcatori | 76’ (rig.) Riva |

| Arbitro: | Gonella (Torino) |

|           |           |  |
| Volpi 53’ | Marcatori |  |

| Arbitro: | De Marchi (Pordenone) |

|            |           |  |
| Rivera 77’ | Marcatori |  |

| Roma 26 febbraio 1967 22ª giornata | Lazio               | 0 – 0 | Milan | Stadio Olimpico (25 639 spett.)\| Arbitro: \| Francescon (Padova) \| |
| Arbitro:                           | Francescon (Padova) |       |       |                                                                      |

| Arbitro: | Monti (Ancona) |

|                          |           |  |
| Rivera 86’ Innocenti 88’ | Marcatori |  |

| Arbitro: | Sbardella (Roma) |

|  |           |                    |
|  | Marcatori | 16’ (aut.) Rinaldi |

| Arbitro: | De Robbio (Torre Annunziata) |

|  |           |           |
|  | Marcatori | 55’ Salvi |

| Arbitro: | Pieroni (Roma) |

|                                                        |           |  |
| Cappellini 18’ Facchetti 71’ Suarez 74’ Domenghini 84’ | Marcatori |  |

| Arbitro: | Sbardella (Roma) |

|              |           |  |
| De Sisti 34’ | Marcatori |  |

| Arbitro: | Gonella (Torino) |

|               |           |  |
| Mora 19’, 58’ | Marcatori |  |

| Bergamo 23 aprile 1967 29ª giornata | Atalanta       | 0 – 0 | Milan | Stadio Comunale (14 309 spett.)\| Arbitro: \| Monti (Ancona) \| |
| Arbitro:                            | Monti (Ancona) |       |       |                                                                 |

| Arbitro: | Francescon (Padova) |

|                                    |           |                |
| Sormani 30’ Rosato 34’ Lodetti 63’ | Marcatori | 25’ Menichelli |

| Arbitro: | Toselli (Cormons) |

|                                 |           |           |
| Mora 10’ Rivera 13’ Lodetti 52’ | Marcatori | 64’ Peirò |

| Torino 14 maggio 1967 32ª giornata | Torino          | 0 – 0 | Milan | Stadio Comunale (20 657 spett.)\| Arbitro: \| Acernese (Roma) \| |
| Arbitro:                           | Acernese (Roma) |       |       |                                                                  |

| Arbitro: | Angonese (Mestre) |

|                          |           |  |
| Pascutti 63’ Vastola 70’ | Marcatori |  |

| Arbitro: | Palazzo (Palermo) |

|          |           |             |
| Mora 46’ | Marcatori | 61’ Schiavo |

### Coppa Italia
| Arbitro: | Gonella (Torino) |

|  |           |                                          |
|  | Marcatori | 40’ Rivera 43’ Schnellinger 66’ Amarildo |

| Arbitro: | Bigi (Padova) |

|                                                 |           |                         |
| Rivera 44’, 83’ (rig.), 103’, 118’ Lodetti 102’ | Marcatori | 17’ Rognoni 69’ Console |

| Arbitro: | Bigi (Padova) |

|                                          |           |                         |
| Sormani 5’ Rivera 11’, 21’ Fortunato 51’ | Marcatori | 46’, 86’ (rig.) Facchin |

| Arbitro: | Gussoni (Tradate) |

|              |           |                         |
| Bonfanti 63’ | Marcatori | 35’ Sormani 68’ Lodetti |

| Arbitro: | Di Tonno (Lecce) |

|             |           |                       |
| Del Sol 37’ | Marcatori | 9’ Mora 115’ Amarildo |

| Arbitro: | Bernardis (Trieste) |

|              |           |  |
| Amarildo 49’ | Marcatori |  |

### Coppa delle Alpi
| Ginevra 17 giugno 1967 1ª giornata | Servette | 0 – 0 | Milan | Charmilles Stadium (12 579 spett.)\| Arbitro: \| ? \| |
| Arbitro:                           | ?        |       |       |                                                       |

| Monaco di Baviera 21 giugno 1967 2ª giornata | Monaco 1860 | 0 – 0 | Milan | Grünwalder Stadion (10 000 spett.)\| Arbitro: \| Yakobi \| |
| Arbitro:                                     | Yakobi      |       |       |                                                            |

| Arbitro: | Rademacher |

|               |           |  |
| Grabowski 12’ | Marcatori |  |

| Arbitro: | Scheurer |

|  |           |                                                  |
|  | Marcatori | 24’ (aut.) Odermatt 67’ Fortunato 69’ Trapattoni |

| Arbitro: | Grassi |

|                        |           |  |
| Stürmer 51’ Künzli 62’ | Marcatori |  |

### Coppa Mitropa

#### Ottavi di finale
| Arbitro: | Sep |

|             |           |  |
| Zambata 55’ | Marcatori |  |

| Milano 30 novembre 1966 Ritorno | Milan  | 0 – 0 | Dinamo Zagabria | Stadio San Siro (6 925 spett.)\| Arbitro: \| Placek \| |
| Arbitro:                        | Placek |       |                 |                                                        |

## Statistiche

### Statistiche di squadra
| Competizione     | Punti     | In casa | In casa | In casa | In casa | In casa | In casa | In trasferta | In trasferta | In trasferta | In trasferta | In trasferta | In trasferta | Totale | Totale | Totale | Totale | Totale | Totale | D.R. |
| Competizione     | Punti     | G       | V       | N       | P       | Gf      | Gs      | G            | V            | N            | P            | Gf           | Gs           | G      | V      | N      | P      | Gf     | Gs     | D.R. |
| ---------------- | --------- | ------- | ------- | ------- | ------- | ------- | ------- | ------------ | ------------ | ------------ | ------------ | ------------ | ------------ | ------ | ------ | ------ | ------ | ------ | ------ | ---- |
| Serie A          | 37        | 17      | 8       | 6       | 3       | 25      | 16      | 17           | 3            | 9            | 5            | 11           | 16           | 34     | 11     | 5      | 8      | 36     | 32     | +4   |
| Coppa Italia     | vincitore | 3       | 3       | 0       | 0       | 10      | 4       | 3            | 3            | 0            | 0            | 7            | 2            | 6      | 6      | 0      | 0      | 17     | 6      | +11  |
| Coppa Mitropa    | -         | 1       | 0       | 1       | 0       | 0       | 0       | 1            | 0            | 0            | 1            | 0            | 1            | 2      | 0      | 1      | 1      | 0      | 1      | -1   |
| Coppa delle Alpi | 4         | 0       | 0       | 0       | 0       | 0       | 0       | 5            | 1            | 2            | 2            | 3            | 3            | 5      | 1      | 2      | 2      | 3      | 3      | 0    |
| Totale           | -         | 21      | 11      | 7       | 3       | 35      | 20      | 26           | 7            | 11           | 8            | 21           | 22           | 47     | 18     | 18     | 11     | 56     | 42     | +14  |

### Statistiche dei giocatori
| Giocatore          | Serie A  | Serie A | Coppa Italia | Coppa Italia | Coppa delle Alpi | Coppa delle Alpi | Coppa Mitropa | Coppa Mitropa | Totale   | Totale |
| Giocatore          | Presenze | Reti    | Presenze     | Reti         | Presenze         | Reti             | Presenze      | Reti          | Presenze | Reti   |
| ------------------ | -------- | ------- | ------------ | ------------ | ---------------- | ---------------- | ------------- | ------------- | -------- | ------ |
| Amarildo           | 25       | 2       | 5            | 3            | 0                | 0                | 2             | 0             | 32       | 5      |
| A. Anquilletti     | 28       | 0       | 5            | 0            | 4                | 0                | 1             | 0             | 38       | 0      |
| B. Bacchetta       | 0        | 0       | 0            | 0            | 0                | 0                | 1             | 0             | 1        | 0      |
| M. Barluzzi        | 19       | -16     | 1            | -2           | 3                | -3               | 2             | -1            | 25       | -22    |
| B. Baveni          | 6        | 0       | 2            | 0            | 5                | 0                | 1             | 0             | 14       | 0      |
| P. Belli           | 8        | -6      | 3            | -2           | 3                | 0                | 0             | 0             | 14       | -8     |
| L. C. Carniglia    | 0        | 0       | 1            | 0            | 2                | 0                | 0             | 0             | 3        | 0      |
| M. Fazzi           | 0        | 0       | 0            | 0            | 2                | 0                | 0             | 0             | 2        | 0      |
| G. Ferrero         | 0        | 0       | 0            | 0            | 1                | 0                | 0             | 0             | 1        | 0      |
| G. Fortunato       | 16       | 3       | 6            | 1            | 5                | 1                | 1             | 0             | 28       | 5      |
| A. Giacomin        | 0        | 0       | 0            | 0            | 1                | 0                | 0             | 0             | 1        | 0      |
| M. Giacomini       | 0        | 0       | 0            | 0            | 5                | 0                | 0             | 0             | 5        | 0      |
| R. Innocenti       | 14       | 1       | 1            | 0            | 3                | 0                | 0             | 0             | 18       | 1      |
| G. Lodetti         | 33       | 3       | 6            | 2            | 2                | 0                | 1             | 0             | 42       | 5      |
| S. Maddè           | 21       | 1       | 3            | 0            | 3                | 0                | 2             | 0             | 29       | 1      |
| C. Mantovani       | 7        | -10     | 2            | -2           | 0                | 0                | 0             | 0             | 9        | -12    |
| B. Mora            | 11       | 4       | 3            | 1            | 4                | 0                | 1             | 0             | 19       | 5      |
| G. Noletti         | 14       | 0       | 2            | 0            | 0                | 0                | 1             | 0             | 17       | 0      |
| A. Paina           | 0        | 0       | 0            | 0            | 1                | 0                | 0             | 0             | 1        | 0      |
| P. Prati           | 2        | 0       | 0            | 0            | 0                | 0                | 0             | 0             | 2        | 0      |
| G. Rivera          | 34       | 12      | 6            | 7            | 1                | 0                | 2             | 0             | 43       | 19     |
| R. Rosato          | 33       | 2       | 5            | 0            | 3                | 0                | 1             | 0             | 42       | 2      |
| N. Saltutti        | 2        | 1       | 0            | 0            | 0                | 0                | 0             | 0             | 2        | 1      |
| N. Santin          | 32       | 0       | 5            | 0            | 2                | 0                | 2             | 0             | 41       | 0      |
| N. Scala           | 0        | 0       | 0            | 0            | 1                | 0                | 0             | 0             | 1        | 0      |
| K. E. Schnellinger | 28       | 0       | 5            | 1            | 5                | 0                | 2             | 0             | 40       | 1      |
| A. B. Sormani      | 18       | 4       | 3            | 2            | 0                | 0                | 2             | 0             | 23       | 6      |
| G. Trapattoni      | 23       | 0       | 5            | 0            | 5                | 1                | 0             | 0             | 33       | 1      |